# 佐藤利奈のあの空で逢いましょう♪F
佐藤利奈のあの空で逢いましょう♪F（さとうりなのあのそらであいましょうエフ）は2007年4月12日から2014年3月27日まで、音泉・BEWEとanimate.tvのインターネットラジオサイトで放送されていたフロンティアワークスの情報番組。前番組「佐藤利奈のあの空で逢えたら」（以下、「あの空」）から引き継がれたもので佐藤利奈がパーソナリティを務めていた。略称は「あの空F」、「逢いましょうF」など。

## パーソナリティ
- 佐藤利奈

## スタッフ
- タナカマン（2006年8月17日〜2007年3月29日、2007年4月12日〜／正式フルネーム不明）
  - エンジニア（初代）
  - 九州出身、5月生まれ
  - 正式エンジニアデビューは2006年8月31日から。本人の出演がないため詳細は不明であるためメガネをしていることだけしか分かっていない。
  - 通称は前番組の時にリスナーに募集をしていたが相応しい名前がなかったため、当初の仮の名前であった「タナカマン」に決定した。
  - 番組が「あの空F」にリニューアル後も引き続きエンジニアを担当。

- かつらたん
  - エンジニア（二代目、現）
  - 声優の山口勝平がvo・Gtを務めるバンド「ニシナガレ」のKey担当。

- 若様（若林豪）
  - 番組担当プロデューサー、大阪出身。
  - フロンティアワークスの音楽プロデューサー、アルミナレコーズのレーベルプロデューサー。
  - feel_(音楽プロジェクト)、Elements Garden、佐藤ひろ美の元マネージャー。
  - 「あの空F」リニューアル直前に骨折をした為、番組初回収録前日まで病院に入院していた。

## 番組概要
- ペンネームの呼称は前番組から引き続き空色ネーム、挨拶は「あのそらは（わ）」。
- 前番組「逢えたら」のスパイシーとクリーミーが降板したため、2007年4月から番組を大幅にリニューアル。O side・A sideの交互放送を廃止され、好評だった「相談かみ締めます」（2007年11月1日(＃30)終了、現在は「相談ひとかみします」）と「月は見えますか」のコーナーは「あの空F」でも引き続き続投している。
- スポンサーはフロンティアワークス1社提供。提供クレジット読みは行われず、オープニング・エンディングのジングルで「Presented by Frontier Works」の利奈の音声とBGMが流れる。
- 「逢えたら」時代[1]から大きく変わり、「あの空F」になってからは音楽情報とゲストを呼ぶことが大幅に増えた[2]。利奈曰く「FMラジオ風音楽情報番組」を目指している。
- タイトルの「F」意味は特に定められておらず、リスナーが思っている「F」の略（Freedom、Fresh、Flower、Family、ふわふわ、Free、Fantasticなど）を勝手に当てはめればいいということになっている。
- エンディングの挨拶は前番組同様「あなたにも素敵な空が見えますように」。
- 番組で紹介されたお便りの中から抽選で1名に利奈の直筆サイン入りポストカードが贈呈されている。

2007年
- 11月8日 ゲストコーナーを2週連続出演に変更（最初のゲストはポアロの鷲崎健）
- 12月27日 アニメイトTVがバックナンバー配信を実施（アーカイブスは4回分まで）

2008年
- 9月25日 スパイシーこと大石孝次が番組改編以来1年半ぶりにゲスト登場

2011年
- 3月31日（＃205） 東日本大震災後初収録、震災関連のメールを多数紹介

2013年
- 11月7日（＃339） 番組最後に2014年3月での放送終了（潜伏）を発表

2014年
- 3月27日（＃358） 放送終了（潜伏）

2017年
- 9月28日（#SP）　音泉にて1回限りの復活配信。近況報告、11月18日開催のイベント告知などを発信した。

## 配信曜日など
- 放送期間：2007年4月12日 - 2014年3月27日
- 配信曜日：毎週木曜日（音泉&BEWE、animate.tv共通配信）
- スポンサー：フロンティアワークス（＃1 - ）

### オープニングテーマ
- waling（＃? -）
- walkin’（＃1 - ＃?[3]）

### エンディングテーマ
- 東京[4]（＃? - ）

- return（＃1 - ＃30〔ミニアルバム『twin moon』 2007年4月13日発売〕）
- 待たないで（＃31 - ＃61〔『雪降る歌2〜恋する君の冬物語〜』 2007年11月30日発売〕）
- ゆめびと（＃62 - ＃?〔『ナツウタ2〜きみと奏でる愛の歌〜』2008年6月27日発売〕）

## コーナー
- 便りにしてます
  - 通常のお便りを紹介

- 相談ひとかみします
  - 「相談かみしめます」のプチバージョン。リスナーの悩みを利奈がカップンチョと「ひと噛み」して軽く回答する。

- 月は見えますか? （2007年4月12日(＃1) - ）
  - リスナーから送られたジャンルを問わないポエムを朗読するコーナー。前番組（2006年4月20日 - 2007年3月29日(＃61/A Side - ＃110/O Side)）から続投。
  - 現在は「通常ポエム」を紹介、最終週は毎月テーマが変わる「テーマポエム」を月の終わりに紹介している

- Happy Moon（ハッピームーン、2007年4月12日配信分募集開始、同年4月26日(＃3) - ）
  - 旧コーナー名は「ハッピーバースディ(仮)」（＃7まで）
  - その月の誕生日のリスナーを利奈が月の最終更新分で祝う。以下、行われた時期を表記（2007年5月から6月生まれの募集を毎月10日に締切に変更）。
- あの空学園○○○部
  - ＃196（2011年1月27日配信分）に予告開始、＃197（2011年2月3日）から行われているコーナー（＃208(4月21日)から＃214(6月12日)までで一旦休止あり）。ジングルの「○○○部」部分は毎回変わり、その後「お前らも廃部だ!」を若林のセリフが入っている。生徒会執行部の若林がその部活を廃部させるためにお題を出す。成功すればその部活は存続、失敗した場合はその部活は廃止になる。

### 部活一覧
- ＃197（2月3日） 体操部（フラフープを7回以上回す→失敗）
- ＃199（2月17日） 洋弓部（ダーツを10本投げて1本でもブルか20ポイントのゾーンに2本刺さること→失敗）
- ＃201（3月3日） 旅行部（200回記念に登場した大原さやかから京都に関するクイズを3問出題→2問正解でおまけで存続）
- ＃203（3月17日） 自動車部（道路交通法に関する○×クイズを3問出題→全問正解で存続）
- ＃205（3月31日） サッカー部（ビーチボールでリフティング3回→失敗→保留）
- ＃207（4月14日） 和装部（着物に関する問題を出題、5問中3問正解で存続→4問正解で存続）
- ＃215（4月28日） 写真部（＃208(4月21日)で予告→カメラや写真に関するクイズを出題→5問全問正解で存続）
- ＃224（8月11日） バスケットボール部（＃216で予告→ピンポン玉でシュートを10回中5回成功させる→3回しか成功出来ず廃部）
- ＃230（9月22日） 水泳部（＃228予告→水泳に関する問題を出題、5問3問正解で存続→3問正解で存続）
- ＃236（11月3日） 理科部（＃232予告→若様の自宅にてコーラにメントスを入れる実験を行う→思っていたような結果が出ず失敗）

### 期間限定コーナー
- アイスクリーム♪YouScream（2008年9月18日 - ）
  - リスナーの恐怖体験を紹介するコーナーで、若林も登場。夏の終わりに行われることが多い。
  - 2011年は8月4日（＃223）に早めに行われ、9月1日（＃227）、9月15日（＃229）と3度配信された。

### 終了したコーナー
- リリースインフォメーション
  - フロンティアワークスのインフォメーション。ゲストトークの後とエンディング前に合わせて2回行われる。
  - 現在は曲を紹介した後にインフォメーションを行っている。

- 若様の御成り
  - ＃40のEDBGM後に行われた若様の試食（「デスくっく」の餅に鮭のパテ+チョコレートをかけたもの）をきっかけに＃42からレギュラー化。
  - 「デスくっく」がある週（隔週）に行われる。

- 自動免許取得への道!本当に必要?
  - パーソナリティである佐藤利奈がついに自動車免許を取ることを決意し、教習所に通う日々である。それを応援する企画として出来上がったコーナー。自動車免許習得に必要?な瞬発力と集中力を高めるために、ある単語を逆転再生したり速度を変えたりして元の単語を当てるもの。

- あの空♪カルタ（2009年1月8日 - ?）
  - 『あの空で逢いましょう♪F』のオリジナルいろはかるたを作成するためにリスナーがカルタの読み札を作り、それを利奈がイメージでイラストを描くコラボ企画。採用されたものは、その場でプレゼントされるという企画。

- アクティブ大賞
  - 2007年にリスナーが「アクティブな事をした」と思った内容を送る。どんな事でも自分が「アクティブ」と思えば何でもOK。
  - 12月15日までの締切りに送られてきたメールの中からアクティブ大賞を決めた。

- 佐藤利奈!絶体絶命デスくっく!（2007年11月15日 - 2008年8月14日(＃32 - ＃70)）
  - 利奈が料理するお題を決めて作ってほしい、または入れてほしい食材を募集。「新しい味を創作してみよう」というチャレンジコーナー。
  - 2008年9月現在、コーナーそのもの休止中。
  - 今までに行われたテーマの食材は下記の通り。

#### お題
＃32 トースト
＃34 おにぎりの中身
＃36 ミックスジュース
＃38 カップラーメン
＃40 お餅
＃42 肉まんに付けるもの
＃44 餃子の具
＃46 ヨーグルトに混ぜるもの
＃48 お茶漬けの具
＃50 たこ焼き
♯52 ケーキ
♯54 すし
♯56 お好み焼きの具
＃58 パスタソースと合うもの
♯60 アイスクリームのトッピング or ソース
＃62 冷奴にかけるもの or トッピングなど
＃64 スイカ
＃66 トウモロコシ
＃68 ソースせんべいのソース
＃70 冷やし中華のソース

## 終了したコーナー
- 相談かみ締めます （2007年4月12日(＃1)〜11月1日(＃30)）
  - 利奈がリスナーの相談に対してかみ締めるコーナー。前番組のAサイド（2005年4月14日〜2007年3月29日(＃11/A Side〜＃110/O Side)）から続投していた。コーナー終了後はしばらくは「便りにしてます」の方で受け付け、その後は「相談ひとかみします」に引き継がれた。

- 佐藤利奈!絶体絶命デスくっく!

- あの空学園料理研究会

## 番組の歴史
2007年
- ＃3（4月26日） 改編後初のゲスト。OVA『ToHeart2』つながり（利奈は草壁優季(くさかべゆうき)役で出演している）。インディーズCD「羽化〜UKA」（2007年5月3日発売）&5月3日のゆりしーずカフェを宣伝。
- ＃4（5月 3日） 初登場。『風のスティグマ』のOP・EDテーマ曲（5月30日発売）、「少年陰陽師」のEDテーマ曲担当。"木氏"（きうじ）自体が大変珍しい名字のため、ゲスト登場時に利奈から「（「木氏」という名字）は珍しい名字ですよね」と言われ、本人は「多分うちの家系しか（全国で）名前がない（と思う）。もう片方の親戚の親戚も女家系だったんですけど結婚して名前が変わっちゃったので養子を取らない限り名前が途絶えてしまうんですよ」と名字の希少さを語っていた。その他、この配信日週の前日が利奈の誕生日だったため、「便りにしてます」の時にスタッフからケーキと花束が贈呈され、利奈は「お誕生日がめでたくない気持ちが生まれていたがそんなことはなかった」と祝メールに喜びを感じていた。音楽学部附属音楽高等学校

- ＃5（5月10日） 歌手。東京芸術大学付属音楽高等学校作曲科卒。
- ＃6（5月17日） アニメ『風のスティグマ』篠宮由香里役。利奈と同郷・福岡つながりトークが展開。
- ＃7（5月24日） 4thアルバム『Brilliant Moon』（2007年5月25日発売）告知。利奈とは初対面。前番組から通して初の「W佐藤」のトーク。音泉番組担当の経験があるにも関わらず対面するのは初。ポスターでしか見たことなかった利奈はひろ美を「スラッと背が高い人」だとイメージしていたが、実際は148cmという小柄であった。
- ＃8（5月31日） 番組初のWゲスト（ただし2人同時出演ではない）。1人目の引田香織は3rdマキシシングル「願い」（2007年6月8日発売、OVA『テイルズ オブ シンフォニア』エンディングテーマ）告知。この収録のために在住している北九州市から飛行機でやってきたと話す。2人目の小池ジョアンナは2ndマキシシングル「Run Over」（2007年5月30日発売、テレビ東京系『史上最強の弟子ケンイチ』第3期エンディングテーマ）告知。
- ＃9（6月7日） 2007年6月6日発売マキシシングル「ココロレーダー/Good Luck Good Day」（CR「うる星やつら3」テーマソング）告知。
- ＃10（6月14日） 最新マキシ「ACTIVE BOY」（6月27日発売）告知。二足歩行ロボットの格闘競技大会「ROBO-ONE」への熱い情熱の話などを語った。佐藤晃と高橋広樹と組むユニット・平成ギター兄弟へのジェラシーに燃える長友は「俺も絶対声優になる」とアピールしていた。
- ＃11（6月21日） TVアニメ『風のスティグマ』での石蕗亜由美（つわぶきあゆみ）役の話や、実写映画『キサラギ』での如月ミキ役のお話など。
- ＃12（6月28日） 石田のデビュー曲「乙女のポリシー」（アニメ『美少女戦士セーラームーンR』エンディングテーマ）を利奈が「当時は視聴者として聴いていた」と大興奮（収録前にブースの外でディレクターのタナカマンと一緒に歌っていた）。アメリカなど海外で活動が多いにもかかわらず英語がほとんど喋れない石田はファンや友達から「燿子さんはいつ英語が喋れるようになるの?」と言われて「なんでなんだろう」と当の本人も不思議に思ったという（本人曰く、ツアーマネージャーが常に隣で訳すため耳が慣れず、ついつい頼ってしまうからと話している）。
- ＃13（7月5日） 6月24日に日照ホールで開催されたフロンティアワークスジョイントイベントでの公開収録模様の一部（前編）を放送。ゲストは柚原このみ役の落合祐里香、向坂環役の伊藤静、OVA『ToHeart2』の主題歌を歌っているSuara（スタジオ内ゲストトークは休止、それ以外のパートは通常通り）。
- ＃14（7月12日） 同日公開収録した同イベントの後編。『劇場版CLANNAD-クラナド-』、『ひぐらしのなく頃に解』のトークステージ。
- ＃15（7月19日） バースディライブのイベントを7月29日に控えたsorachocoの稲村優奈と花村怜美の2人。揃って7月が誕生月と言うことで利奈やスタッフから誕生日プレゼントを送った。
- ＃16（7月26日） TVアニメ『ひぐらしのなく頃に解』のエンディングテーマ「対象a」を歌うanNinaのAnnabel（アナベル）とbermei.inazawa（イナザワ）の2人が登場。利奈も出演した6月24日のイベントでステージ披露された『対象a』について話を聞く。
- ＃18（8月 9日） 「逢えたら」（＃92/2006年11月23日）以来の登場（番組紹介の写真では顔出しNGのためネコのイラストで伏せて写っていた）。昨年（2006年）の「かけらむすび」に引き続きイメージアルバム「こころむすび」でも企画・構成を担当している烈火にコンセプトなどを利奈が聞く。新曲「月下の決闘者（デュエリスト）」は、TERRAとの男女ヴォーカルデュエット。
- ＃22（9月 6日） 3週間ぶりのゲストはSUPER BELL''Zの野月貴弘と土屋基。2人が音楽担当をしているTVアニメ『鉄子の旅』のアルバム（10月リリース予定）の話を伺った。生粋の鉄道好きな野月が鉄道に注ぐ情熱と、逆に電車に長時間乗るのが不得意な土屋がスタジオを大盛り上がりにした。
- ＃23（9月13日） 劇場版『CLANNAD-クラナド-』（9月15日から全国ロードショー）のイメージソング「約束」を歌っているLiaがゲスト。試写会に参加されたLiaはアニメ映画で泣く程感動したと言う。
- ＃31（11月8日） この週からゲストコーナーを2週連続出演に変更。7週間ぶりのゲストは10月に発売されたばかりのベストアルバム『16in1』を引っさげての鷲崎健（ポアロ）。「鷲崎さんってどんな人?」という質問コーナーで掘り下げる。
- ＃32（11月15日） 『16in1』についての詳しい話を中心に、新録カバー曲「Super Girl」を聴きながら伊集院光のラジオ番組投稿から始まったと言うPOARO結成秘話や、ベストアルバム制作のエピソードなどを紹介。
- ＃33（11月22日） TVアニメ『ef - a fairy tale of the two.』に宮村みや子役の田口宏子が登場。事務所（俳協）が同じにも関わらず先輩となかなか話をする機会がなかったこともあって利奈は心なしかウキウキ。2週連続ゲストの1週目は、田口の人となりを中心のトーク。学生時代に漫画『王家の紋章』の真似をみんなでしたり、カピバラに夢中だったり、一抱えもあるウサギを飼ってみたいなど。
- ＃34（11月29日） 2週目は宮村みや子名義で歌うEDテーマ「I'm here」を紹介しながら田口に番組の話を利奈がきく。実験的な映像演出で話題を呼んでいる『ef - a fairy tale of the two.』、みや子の本領発揮(?)とも言うべき第7話のラストシーンをクローズアップ。
- ＃35（12月6日） OVA『ToHeart2』繋がりでSuaraと上原れなの2人が登場。1週目は2人の人となりを中心にお伺いしつつ、「Suaraに突っ込み冷やかす上原」と言う構図にどんどん展開。しかし、12月2日に開催された『アクアプラスフェスタ』での上原の初ステージの話題になると、Suaraが先輩として温かく見守ったエピソードを紹介しつつ、やっぱり関西ならではのノリで上原が突っ込んでいた。
- ＃36（12月13日） 「歌手を目指したキッカケは?」「楽曲・作詞に対しての姿勢は?」など、2人の音楽観に迫る質問を利奈が行った。ちなみに、OVA『ToHeart2ad』のテーマ曲「虹の架け橋」は上原が作詞。その時のエピソードも紹介された。

2008年
- ＃39（1月10日） アーティストの引田香織が昨年5月31日（＃8）以来2回目の登場。「手の中の永遠」（アニメ『破天荒遊戯』EDテーマ）を歌う引田に正月話など色々とうかがい、キーワードの「段ボール」については引田が大学卒業後の上京のことについて語られた。
- ＃40（1月17日） 2週目。「菜箸を振りながらクリスマスイブに行った」と言う引田の新曲「手の中の永遠」のレコーディング秘話を利奈が伺った。その他、引田が最近気になることや、この春に大学を卒業した後は上京する計画についてなども語られた。
- ＃41（1月24日）
- ＃42（1月31日）
- ＃71（8月21日）　生天目仁美がゲスト出演。実は以前から、リスナーから「ぜひKAT-TUN会のリーダー生天目さんにゲストに来てほしい」と番組にたくさんの要望が寄せられていた事もあり実現した。利奈本人やリスナーから「生天目さんはKAT-TUN会のリーダー」という認識が定着しているものの、当の生天目本人は「勝手にリーダーにしてる」と苦笑しながら否定。またこの回には「KAT-TUN会」誕生のいきさつや、それにまつわる秘話も明かされている。

2009年

## ゲスト
2013年
- #296・（1月10日） ゲストなし
- #297・#298（1月17日・1月24日） 五十嵐裕美
- #299・#300（1月31日・2月6日） yozuca*
- #301・#302（2月14日・2月21日） 織田かおり
- #305・#306（3月7日・3月21日） CooRieのrino
- #309・（4月11日）4月5日のイベントの模様を配信、ゲスト：新井里美「オールナイトイベント無事終了しました！」
- #311・#312（4月25日・5月2日） MANYO
- #313・#314（5月9日・5月16日） Annabel
- #315・#316（5月23日・5月30日） 霜月はるか
- #319・#320（6月20日・6月27日） mao
- #321・#322（7月4日・7月11日） 美郷あき
- #323・#324（7月18日・7月25日） みとせのりこ
- #325・#326（8月1日・8月8日） 吉岡亜衣加
- #327・#328（8月15日・8月22日） 米倉千尋
- #329・#330（8月29日・9月5日） 井ノ上奈々、酒井香奈子
- #331・#332（9月12日・9月19日） ゲストなし
- #333・#334（9月28日・10月3日） 霜月はるか
- ＃335・＃336（10月10日・10月17日） 高橋未奈美
- ＃337・＃338（10月24日・10月31日） 原田ひとみ
- ＃339・＃340（11月7日・11月14日） ゲストなし
- ＃341・＃342（11月21日・11月28日） 南條愛乃
- ＃343・＃344（12月5日・12月12日） canoue（霜月はるか・日山尚・MANYO）
- ＃345・＃346（12月19日・12月26日） 新井里美

## タイムテーブル
※2011年6月現在
- ジングル（「Presented by Frontier Works」という利奈の声が流れる）
- オープニング（フリートーク）
  - OPの終わりには「それではこの空の下で素敵な歌と楽しいひとときを皆さんと一緒に過ごしていきたいと思います」で締める。
- ジングル
- 便りにしてます
  - リスナーから届いたメールを紹介（ジングルは「逢えたら」と同じ）
- 相談ひとかみします
- 曲（フロンティアワークスのアーティストの曲）
- ジングル
- ゲストトーク（2週にわたって出演）
  - 1週目「あの空解体新書」（ボイスチェンジャーで声を変えたスタッフがゲストに質問）
  - 2週目「あの空的危機一発!」（黒ひげ危機一発に短剣を刺し、飛び出させた方が勝ち。正式ルールは飛びださせた方が負けになっているが、ここでは元々のルールに準拠している）
- 月は見えますか（通常ポエム、毎月最終週はテーマポエムを紹介）
- 曲（次に登場予定のゲストの曲を紹介）
- HappyMoon（毎月最終週）
- ジングル（今週の総括、コーナー告知）
- エンディング